# Icehouse Canyon
Icehouse Canyon est une census-designated place du comté de Gila, dans l'État de l'Arizona, aux États-Unis. En 2020, elle compte une population de 574 habitants.